# A fehér folt
A fehér folt Rejtő Jenő könyve, melyet 1938-ban jelentetett meg a Nova kiadó, P. Howard álnév alatt. Ez az író harmadik önálló kötete a Novánál, és az első humoros "pengős regénye" (legalábbis az egyik cselekményszálat illetően).
A legrövidebb P. Howard-kötet eredetileg jóval hosszabb lett volna (75 oldallal), ám a könyvkiadó tulajdonosai (Müller Dávid és fia, Müller Pál) nem bíztak abban, hogy Rejtő humorára vevő a közönség. Erről Rejtő egyik leveléből értesülhetünk: "Ez a Howard kibírta azt is, hogy Az előretolt helyőrség legjobb részeiből 42 oldalt húzzon Troppauer Hümér költőből, mert 'ezeknek az olvasóknak nem kell a humor, csak épp egy kicsi'. Ez kibírta A fehér folt 3x25 oldalas húzását ugyanez érv alapján a magándetektív leveleiből." Sajnos a kihúzott részek nem maradtak fenn, így az olvasók azóta is az írói szándékkal ellentétes szöveget ismerhetik meg.

## Tartalom
|  | Alább a cselekmény részletei következnek! |

Sir Geoffrey Halley, a milliomos Nyersanyagkutató Társasága Lungaország főnökének engedélyével kutatásokat végez. Közben meggyűlik a baja lányával is, aki nem akar hozzámenni ahhoz, akit apja neki szán, ezért elszökik. Halley felfogad egy kétbalkezes nyomozót, Samuel Bronsont, hogy akadályozza meg lánya esetleges házasulását. Ám a lány indulás előtt kölcsönadja kocsiját a barátnőjének, Dora Cummingsnak, így Mr. Bronson (aki nem ismeri a lányt) őt kezdi követni Európában. Minden leleményét latba vetve, testi épségével sem törődve sorra akadályozza meg a házasságokat, minek során végül rendszerint orvosi ellátásra szorul. Nem tudja, hogy Dorának záros határidőn belül muszáj férjhez mennie, mert csak így juthat hozzá nagybátyja örökségéhez (a végrendelet szerint a házasság ennek feltétele). Időközben Lilian, hogy megússzon egy büntetést, hozzámegy Fred Marshallhoz, akinek testvérét állítólag Lilian apja ölette meg. Fred úgy dönt, elmegy Lungaországba, ahol a kutatásokat végzik, és akarata ellenére Lilian vele megy, ahol egy bennszülöttlázadás miatt az életük is veszélybe kerül. A történet így két szálon fut: felváltva értesülünk Mr. Bronson humoros beszámolóiról Sir Halley-nek, és a házasok rettenetes afrikai kalandjairól.
|  | Itt a vége a cselekmény részletezésének! |

## A film
A könyv alapján Zsurzs Éva filmet készített Férjhez menni tilos! címmel 1964-ben. Azonban a forgatókönyv csak az egyik cselekményszálból merít (Bronson-féle beszámolók), az afrikai helyszín eseményei teljesen hiányoznak. Sir Halley-t Balázs Samu, Liliant Házy Erzsébet, Mr. Bronsont Mányai Lajos, Dorát pedig Psota Irén alakította.